# 拉姆加提乌帕齐拉
拉姆加提是孟加拉国的一个乌帕齐拉，位于吉大港專區的羅基布爾縣。

## 地理
拉姆加提的总面积为570.55平方公里。

## 人口
据1991年孟加拉国人口普查。拉姆加提乌帕齐拉共有59387户人家，总计335243人口，其中51.57%为男性，48.43%为女性。成年人口（18岁及以上）为146035。该地7岁以上人口之平均识字率为19.9%，低于全国平均值（32.4%）。